# Eduardo Riveros Quiroz
Eduardo Riveros Quiroz (n. 19??) es un periodista chileno, emprendedor tecnológico ,  columnista en The Huffington Post y en El Nacional de Caracas, Venezuela.

## Biografía
Inició su trabajo como periodista siendo corresponsal de la editorial Edimax para Chile, empresa que publicaba noticias para revistas sectoriales estadounidenses entre las que se contaban "Bebidas" de Ohio, "Vidrios, fachadas Ventanas y ventanas" de la organización Usglassmag, y newsletters del PRS Group que circulaba para empresarios y ejecutivos de Nueva York.
Posteriormente hace carrera en Venezuela, donde ejerce en el diario Región de Cumaná, columnista en El Universal y en la revista digital Analítica y colaborador en Petroleumworld.
Durante el gobierno de Hugo Chávez entrevistó a sus más cercanos asesores e ideólogos, entre ellos el militar venezolano Alberto Muller Rojas, considerado[cita requerida] el artífice del nuevo pensamiento de las fuerzas armadas y gestor del gobernante Partido Socialista Unido de Venezuela, quién señaló que "No hay ningún militar apolítico en el mundo" pensamiento que fue criticado por sectores oficialistas, y al principal ideólogo del socialismo del siglo XXI, el alemán Heinz Dieterich. También entrevistó al actual Secretario de Estado de Asuntos Antinarcóticos del gobierno de Estados Unidos, y otrora Embajador en Chile, Colombia y Venezuela, el diplomático William Brownfield, a Henrique Salas Romer, primer candidato que se enfrentó al Presidente Chávez que hoy está exiliado, y a los hoy encarcelados Manuel Rosales, Antonio Ledezma y Leopoldo López.
En 2007 fue premiado por Consecomercio, ente que agrupa a las principales cámaras de comercio de Venezuela y en agosto del 2014 fue uno de los columnistas despedidos por El Universal, periódico que tras 105 años cambió de propietarios.
Tras ser cesado en El Universal de Caracas, se integra al cuerpo de columnistas de El Nacional de Caracas, donde publica hasta la actualidad, y de forma paralela escribe para The Huffington Post, donde entrevista al VicePresidente de Google y considerado uno de los padres de internet, el estadounidense Vint Cerf y al candidato a presidente de Estados Unidos por el Partido Transhumanista Zoltan Istvan quién señaló que en los próximos 100 años seríamos gobernados por robot, incluido el cargo de jefe de gobierno.
En uno de los autores del libro "Producciones transmedia de no ficción. Análisis, experiencias y tecnologías", obra editada por los periodistas argentinos Fernando Irigaray y Anahí Lovato por la Universidad Nacional de Rosario.